# Liste von ICAO-Codes in Deutschland mit Flugplatzangaben
Diese Liste enthält ICAO-Codes mit Flugplatzangaben.
Die aus vier Buchstaben bestehenden ICAO-Flugplatzcodes deutscher Flughäfen beginnen mit der Buchstabenfolge „ED“ oder „ET“. Die beiden folgenden Buchstaben dienen zur Zuordnung der Flughäfen. Nachfolgend eine Übersicht der Codes mit den jeweils zugeordneten Flugplätzen.
| ICAO-Code | Flugplatz                                        | Bundesland             | IATA-Code |
| --------- | ------------------------------------------------ | ---------------------- | --------- |
| EDAB      | Flugplatz Bautzen                                | Sachsen                |           |
| EDAC      | Leipzig-Altenburg Airport                        | Thüringen              | AOC       |
| EDAD      | Flugplatz Dessau                                 | Sachsen-Anhalt         | ZSU       |
| EDAE      | Flugplatz Eisenhüttenstadt                       | Brandenburg            |           |
| EDAG      | Flugplatz Großrückerswalde                       | Sachsen                |           |
| EDAH      | Flughafen Heringsdorf                            | Mecklenburg-Vorpommern | HDF       |
| EDAI      | Flugplatz Segeletz                               | Brandenburg            |           |
| EDAJ      | Flugplatz Gera-Leumnitz                          | Thüringen              |           |
| EDAK      | Flugplatz Großenhain                             | Sachsen                |           |
| EDAL      | Flugplatz Fürstenwalde                           | Brandenburg            |           |
| EDAM      | Flugplatz Merseburg                              | Sachsen-Anhalt         |           |
| EDAN      | Flugplatz Neustadt-Glewe                         | Mecklenburg-Vorpommern |           |
| EDAO      | Flugplatz Nordhausen                             | Thüringen              |           |
| EDAP      | Flugplatz Neuhausen                              | Brandenburg            |           |
| EDAQ      | Flugplatz Halle-Oppin                            | Sachsen-Anhalt         |           |
| EDAR      | Flugplatz Pirna-Pratzschwitz                     | Sachsen                |           |
| EDAS      | Flugplatz Finsterwalde-Heinrichsruh              | Brandenburg            |           |
| EDAT      | Flugplatz Nardt                                  | Sachsen                |           |
| EDAU      | Flugplatz Riesa-Göhlis                           | Hessen                 | IES       |
| EDAV      | Flugplatz Eberswalde-Finow                       | Brandenburg            |           |
| EDAW      | Flugplatz Roitzschjora                           | Sachsen                |           |
| EDAX      | Flugplatz Müritz Airpark                         | Mecklenburg-Vorpommern | REB       |
| EDAY      | Flugplatz Strausberg                             | Brandenburg            |           |
| EDAZ      | Flugplatz Schönhagen                             | Brandenburg            |           |
| EDBA      | Flugplatz Arnstadt-Alkersleben                   | Thüringen              |           |
| EDBC      | Flughafen Magdeburg-Cochstedt                    | Sachsen-Anhalt         | CSO       |
| EDBD      | Emmel Airfield Dedelow                           | Brandenburg            |           |
| EDBE      | Flugplatz Brandenburg/Mühlenfeld                 | Brandenburg            |           |
| EDBF      | Flugplatz Fehrbellin                             | Brandenburg            |           |
| EDBG      | Flugplatz Burg                                   | Sachsen-Anhalt         |           |
| EDBH      | Flughafen Barth                                  | Mecklenburg-Vorpommern | BBH       |
| EDBI      | Flugplatz Zwickau                                | Sachsen                |           |
| EDBJ      | Flugplatz Jena-Schöngleina                       | Thüringen              |           |
| EDBK      | Flugplatz Kyritz                                 | Brandenburg            |           |
| EDBL      | Flugplatz Laucha                                 | Sachsen-Anhalt         |           |
| EDBM      | Flugplatz Magdeburg/City                         | Sachsen-Anhalt         |           |
| EDBN      | Flughafen Neubrandenburg                         | Mecklenburg-Vorpommern | FNB       |
| EDBO      | Flugplatz Oehna                                  | Brandenburg            |           |
| EDBP      | Flugplatz Pinnow                                 | Mecklenburg-Vorpommern |           |
| EDBQ      | Flugplatz Bronkow                                | Brandenburg            |           |
| EDBR      | Flugplatz Rothenburg/Görlitz                     | Sachsen                |           |
| EDBS      | Flugplatz Sömmerda-Dermsdorf                     | Thüringen              |           |
| EDBT      | Flugplatz Allstedt                               | Sachsen-Anhalt         |           |
| EDBU      | Flugplatz Pritzwalk-Sommersberg                  | Brandenburg            |           |
| EDBV      | Flugplatz Stralsund                              | Mecklenburg-Vorpommern |           |
| EDBW      | Flugplatz Werneuchen                             | Brandenburg            |           |
| EDBX      | Flugplatz Görlitz                                | Sachsen                |           |
| EDBY      | Flugplatz Schmoldow                              | Mecklenburg-Vorpommern |           |
| EDBZ      | Flugplatz Schwarzheide-Schipkau                  | Brandenburg            |           |
| EDCA      | Flugplatz Anklam                                 | Mecklenburg-Vorpommern |           |
| EDCB      | Flugplatz Ballenstedt                            | Sachsen-Anhalt         |           |
| EDCD      | Flugplatz Cottbus-Drewitz                        | Brandenburg            | CBU       |
| EDCE      | Flugplatz Eggersdorf                             | Brandenburg            |           |
| EDCF      | Flugplatz Friedersdorf (bis 2024)                | Brandenburg            |           |
| EDCG      | Flugplatz Rügen                                  | Mecklenburg-Vorpommern | GTI       |
| EDCH      | Flugplatz Sprossen                               | Sachsen-Anhalt         |           |
| EDCI      | Flugplatz Klix                                   | Sachsen                |           |
| EDCJ      | Flugplatz Chemnitz-Jahnsdorf                     | Sachsen                |           |
| EDCK      | Flugplatz Köthen                                 | Sachsen-Anhalt         | KOQ       |
| EDCL      | Flugplatz Klietz/Scharlibbe                      | Sachsen-Anhalt         |           |
| EDCM      | Flugplatz Kamenz                                 | Sachsen                |           |
| EDCO      | Flugplatz Obermehler-Schlotheim                  | Thüringen              |           |
| EDCP      | Flugplatz Peenemünde                             | Mecklenburg-Vorpommern | PEF       |
| EDCQ      | Flugplatz Aschersleben                           | Sachsen-Anhalt         |           |
| EDCR      | Flugplatz Rerik-Zweedorf                         | Mecklenburg-Vorpommern |           |
| EDCS      | Flugplatz Saarmund                               | Brandenburg            |           |
| EDCT      | Flugplatz Taucha                                 | Sachsen                |           |
| EDCU      | Flugplatz Güstrow                                | Mecklenburg-Vorpommern |           |
| EDCV      | Flugplatz Pasewalk                               | Mecklenburg-Vorpommern |           |
| EDCW      | Flugplatz Wismar                                 | Mecklenburg-Vorpommern |           |
| EDCX      | Flugplatz Purkshof                               | Mecklenburg-Vorpommern |           |
| EDCY      | Flugplatz Welzow                                 | Brandenburg            |           |
| EDDB      | Flughafen Berlin Brandenburg                     | Brandenburg            | BER       |
| EDDB      | Flughafen Berlin-Schönefeld (bis 2020)           | Brandenburg            | SXF       |
| EDDC      | Flughafen Dresden                                | Sachsen                | DRS       |
| EDDE      | Flughafen Erfurt-Weimar                          | Thüringen              | ERF       |
| EDDF      | Flughafen Frankfurt Main                         | Hessen                 | FRA       |
| EDDG      | Flughafen Münster/Osnabrück                      | Nordrhein-Westfalen    | FMO       |
| EDDH      | Flughafen Hamburg                                | Hamburg                | HAM       |
| EDDI      | Flughafen Berlin-Tempelhof                       | Berlin                 | THF       |
| EDDK      | Flughafen Köln/Bonn                              | Nordrhein-Westfalen    | CGN       |
| EDDL      | Flughafen Düsseldorf                             | Nordrhein-Westfalen    | DUS       |
| EDDM      | Flughafen München                                | Bayern                 | MUC       |
| EDDN      | Flughafen Nürnberg                               | Bayern                 | NUE       |
| EDDP      | Flughafen Leipzig/Halle                          | Sachsen                | LEJ       |
| EDDR      | Flughafen Saarbrücken                            | Saarland               | SCN       |
| EDDS      | Flughafen Stuttgart                              | Baden-Württemberg      | STR       |
| EDDT      | Flughafen Berlin-Tegel                           | Berlin                 | TXL       |
| EDDV      | Flughafen Hannover                               | Niedersachsen          | HAJ       |
| EDDW      | Flughafen Bremen                                 | Bremen                 | BRE       |
| EDEB      | Flugplatz Bad Langensalza                        | Thüringen              |           |
| EDEF      | Flugplatz Babenhausen (bis 2019)                 | Hessen                 |           |
| EDEG      | Flugplatz Gotha-Ost                              | Thüringen              |           |
| EDEH      | Flugplatz Herrenteich                            | Baden-Württemberg      |           |
| EDEK      | Baumholder Army Airfield (bis 1995)              | Rheinland-Pfalz        |           |
| EDEL      | Flugplatz Langenlonsheim                         | Rheinland-Pfalz        |           |
| EDEM      | Flugplatz Mosenberg                              | Hessen                 |           |
| EDEN      | Flugplatz Bad Hersfeld                           | Hessen                 |           |
| EDEP      | Flugplatz Heppenheim                             | Hessen                 |           |
| EDEQ      | Flugplatz Mühlhausen                             | Thüringen              |           |
| EDER      | Flugplatz Wasserkuppe                            | Hessen                 |           |
| EDEW      | Flugplatz Walldürn                               | Baden-Württemberg      |           |
| EDFA      | Flugplatz Anspach/Taunus                         | Hessen                 |           |
| EDFB      | Flugplatz Reichelsheim                           | Hessen                 |           |
| EDFC      | Flugplatz Aschaffenburg                          | Bayern                 | ZCB       |
| EDFD      | Flugplatz Bad Neustadt/Saale-Grasberg            | Bayern                 |           |
| EDFE      | Flugplatz Frankfurt-Egelsbach                    | Hessen                 |           |
| EDFG      | Flugplatz Gelnhausen                             | Hessen                 |           |
| EDFH      | Flughafen Frankfurt-Hahn                         | Rheinland-Pfalz        | HHN       |
| EDFI      | Flugplatz Hirzenhain                             | Hessen                 |           |
| EDFJ      | Flugplatz Lager Hammelburg                       | Bayern                 |           |
| EDFK      | Flugplatz Bad Kissingen                          | Bayern                 |           |
| EDFL      | Flugplatz Gießen-Lützellinden                    | Hessen                 |           |
| EDFM      | Flugplatz Mannheim City                          | Baden-Württemberg      | MHG       |
| EDFN      | Flugplatz Marburg-Schönstadt                     | Hessen                 |           |
| EDFO      | Flugplatz Michelstadt                            | Hessen                 |           |
| EDFP      | Flugplatz Ober-Mörlen                            | Hessen                 |           |
| EDFQ      | Flugplatz Allendorf/Eder                         | Hessen                 |           |
| EDFR      | Flugplatz Rothenburg ob der Tauber               | Bayern                 |           |
| EDFS      | Flugplatz Schweinfurt-Süd                        | Bayern                 |           |
| EDFT      | Flugplatz Lauterbach                             | Hessen                 |           |
| EDFU      | Flugplatz Mainbullau                             | Bayern                 |           |
| EDFV      | Flugplatz Worms                                  | Rheinland-Pfalz        |           |
| EDFW      | Flugplatz Würzburg-Schenkenturm                  | Bayern                 |           |
| EDFX      | Flugplatz Hockenheim                             | Baden-Württemberg      |           |
| EDFY      | Flugplatz Elz                                    | Hessen                 |           |
| EDFZ      | Flugplatz Mainz-Finthen                          | Rheinland-Pfalz        |           |
| EDGA      | Flugplatz Ailertchen                             | Rheinland-Pfalz        |           |
| EDGB      | Flugplatz Breitscheid                            | Hessen                 |           |
| EDGE      | Flugplatz Eisenach-Kindel                        | Thüringen              | EIB       |
| EDGF      | Flugplatz Fulda-Jossa                            | Hessen                 |           |
| EDGH      | Flugplatz Hettstadt                              | Bayern                 |           |
| EDGI      | Flugplatz Ingelfingen-Bühlhof                    | Baden-Württemberg      |           |
| EDGJ      | Flugplatz Ochsenfurt                             | Bayern                 |           |
| EDGK      | Flugplatz Korbach                                | Hessen                 |           |
| EDGM      | Flugplatz Mosbach-Lohrbach                       | Baden-Württemberg      |           |
| EDGN      | Nordenbeck Airport                               | Hessen                 |           |
| EDGP      | Flugplatz Oppenheim                              | Rheinland-Pfalz        |           |
| EDGQ      | Flugplatz Schameder                              | Nordrhein-Westfalen    |           |
| EDGR      | Flugplatz Gießen-Reiskirchen                     | Hessen                 |           |
| EDGS      | Flughafen Siegerland                             | Nordrhein-Westfalen    | SGE       |
| EDGT      | Flugplatz Bottenhorn                             | Hessen                 |           |
| EDGU      | Flugplatz Unterschüpf                            | Baden-Württemberg      |           |
| EDGW      | Flugplatz Wolfhagen-Graner Berg                  | Hessen                 |           |
| EDGX      | Flugplatz Walldorf                               | Baden-Württemberg      |           |
| EDGY      | Flugplatz Kitzingen                              | Bayern                 |           |
| EDGZ      | Flugplatz Weinheim/Bergstraße                    | Baden-Württemberg      |           |
| EDHA      | Flugplatz Ahlhorn                                | Niedersachsen          |           |
| EDHB      | Flugplatz Grube                                  | Schleswig-Holstein     |           |
| EDHC      | Flugplatz Lüchow-Rehbeck                         | Niedersachsen          |           |
| EDHD      | Flugplatz Eichsfeld                              | Thüringen              |           |
| EDHE      | Flugplatz Uetersen/Heist                         | Schleswig-Holstein     | QSM       |
| EDHF      | Flugplatz Itzehoe/Hungriger Wolf                 | Schleswig-Holstein     | IZE       |
| EDHG      | Flugplatz Lüneburg                               | Niedersachsen          |           |
| EDHI      | Flugplatz Hamburg-Finkenwerder                   | Hamburg                | XFW       |
| EDHK      | Flugplatz Kiel-Holtenau                          | Schleswig-Holstein     | KEL       |
| EDHL      | Flughafen Lübeck-Blankensee                      | Schleswig-Holstein     | LBC       |
| EDHM      | Flugplatz Hartenholm                             | Schleswig-Holstein     |           |
| EDHN      | Flugplatz Neumünster                             | Schleswig-Holstein     | EUM       |
| EDHO      | Flugplatz Ahrenlohe                              | Schleswig-Holstein     |           |
| EDHP      | Flugplatz Pellworm                               | Schleswig-Holstein     |           |
| EDHS      | Flugplatz Stade                                  | Niedersachsen          |           |
| EDHU      | Flugplatz Lauenbrück                             | Niedersachsen          |           |
| EDHW      | Flugplatz Wahlstedt                              | Schleswig-Holstein     |           |
| EDHY      | Flugplatz Hoya                                   | Niedersachsen          |           |
| EDIU      | Heidelberg Army Airfield (bis 1991)              | Baden-Württemberg      | HDB       |
| EDJA      | Flughafen Memmingen                              | Bayern                 | FMM       |
| EDJG      | Flugplatz Grabenstätt                            | Bayern                 |           |
| EDJR      | Flugplatz Saarlouis-Düren                        | Saarland               |           |
| EDKA      | Flugplatz Aachen-Merzbrück                       | Nordrhein-Westfalen    | AAH       |
| EDKB      | Flugplatz Bonn/Hangelar                          | Nordrhein-Westfalen    | BNJ       |
| EDKD      | Flugplatz Altena-Hegenscheid                     | Nordrhein-Westfalen    |           |
| EDKF      | Flugplatz Bergneustadt Auf dem Dümpel            | Nordrhein-Westfalen    |           |
| EDKH      | Flugplatz Hünsborn                               | Nordrhein-Westfalen    |           |
| EDKI      | Flugplatz Betzdorf-Kirchen                       | Rheinland-Pfalz        |           |
| EDKL      | Flugplatz Leverkusen                             | Nordrhein-Westfalen    |           |
| EDKM      | Flugplatz Meschede-Schüren                       | Nordrhein-Westfalen    |           |
| EDKN      | Flugplatz Wipperfürth-Neye                       | Nordrhein-Westfalen    |           |
| EDKO      | Flugplatz Brilon/Hochsauerland                   | Nordrhein-Westfalen    |           |
| EDKP      | Flugplatz Plettenberg-Hüinghausen                | Nordrhein-Westfalen    |           |
| EDKR      | Flugplatz Schmallenberg-Rennefeld                | Nordrhein-Westfalen    |           |
| EDKU      | Flugplatz Attendorn-Finnentrop                   | Nordrhein-Westfalen    |           |
| EDKV      | Flugplatz Dahlemer Binz                          | Nordrhein-Westfalen    |           |
| EDKW      | Flugplatz Werdohl-Küntrop                        | Nordrhein-Westfalen    |           |
| EDKZ      | Flugplatz Meinerzhagen                           | Nordrhein-Westfalen    |           |
| EDLA      | Flugplatz Arnsberg-Menden                        | Nordrhein-Westfalen    |           |
| EDLB      | Flugplatz Borkenberge                            | Nordrhein-Westfalen    |           |
| EDLC      | Flugplatz Kamp-Lintfort                          | Nordrhein-Westfalen    |           |
| EDLD      | Flugplatz Dinslaken/Schwarze Heide               | Nordrhein-Westfalen    | ZCV       |
| EDLE      | Verkehrslandeplatz Essen/Mülheim                 | Nordrhein-Westfalen    | ESS       |
| EDLF      | Flugplatz Grefrath-Niershorst                    | Nordrhein-Westfalen    |           |
| EDLG      | Flugplatz Goch-Asperden                          | Nordrhein-Westfalen    |           |
| EDLH      | Flugplatz Hamm-Lippewiesen                       | Nordrhein-Westfalen    |           |
| EDLI      | Flugplatz Bielefeld                              | Nordrhein-Westfalen    | BFE       |
| EDLJ      | Flugplatz Detmold                                | Nordrhein-Westfalen    |           |
| EDLK      | Flugplatz Krefeld-Egelsberg                      | Nordrhein-Westfalen    |           |
| EDLM      | Flugplatz Marl-Loemühle                          | Nordrhein-Westfalen    | ZOJ       |
| EDLN      | Verkehrslandeplatz Mönchengladbach               | Nordrhein-Westfalen    | MGL       |
| EDLO      | Flugplatz Oerlinghausen                          | Nordrhein-Westfalen    |           |
| EDLP      | Flughafen Paderborn/Lippstadt                    | Nordrhein-Westfalen    | PAD       |
| EDLQ      | Flugplatz Beelen                                 | Nordrhein-Westfalen    |           |
| EDLR      | Flugplatz Paderborn-Haxterberg                   | Nordrhein-Westfalen    |           |
| EDLS      | Flugplatz Stadtlohn-Vreden                       | Nordrhein-Westfalen    |           |
| EDLT      | Flugplatz Münster-Telgte                         | Nordrhein-Westfalen    |           |
| EDLU      | Flugplatz Oelde-Bergeler                         | Nordrhein-Westfalen    |           |
| EDLV      | Flughafen Niederrhein                            | Nordrhein-Westfalen    | NRN       |
| EDLW      | Flughafen Dortmund                               | Nordrhein-Westfalen    | DTM       |
| EDLX      | Flugplatz Wesel-Römerwardt                       | Nordrhein-Westfalen    |           |
| EDLY      | Flugplatz Borken-Hoxfeld                         | Nordrhein-Westfalen    |           |
| EDLZ      | Flugplatz Soest-Bad Sassendorf                   | Nordrhein-Westfalen    |           |
| EDMA      | Flugplatz Augsburg                               | Bayern                 | AGB       |
| EDMB      | Flugplatz Biberach a. d. Riß                     | Baden-Württemberg      |           |
| EDMC      | Flugplatz Blaubeuren                             | Baden-Württemberg      |           |
| EDMD      | Flugplatz Dachau-Gröbenried                      | Bayern                 |           |
| EDME      | Flugplatz Eggenfelden                            | Bayern                 |           |
| EDMF      | Flugplatz Fürstenzell                            | Bayern                 |           |
| EDMG      | Flugplatz Günzburg-Donauried                     | Bayern                 |           |
| EDMH      | Flugplatz Gunzenhausen-Reutberg                  | Bayern                 |           |
| EDMI      | Flugplatz Illertissen                            | Bayern                 |           |
| EDMJ      | Flugplatz Jesenwang                              | Bayern                 |           |
| EDMK      | Flugplatz Kempten                                | Bayern                 |           |
| EDML      | Flugplatz Landshut                               | Bayern                 | QLG       |
| EDMN      | Flugplatz Mindelheim-Mattsies                    | Bayern                 |           |
| EDMO      | Flugplatz Oberpfaffenhofen                       | Bayern                 | OBF       |
| EDMP      | Flugplatz Vilsbiburg                             | Bayern                 |           |
| EDMQ      | Flugplatz Donauwörth-Genderkingen                | Bayern                 |           |
| EDMS      | Flugplatz Straubing                              | Bayern                 | RBM       |
| EDMT      | Flugplatz Tannheim                               | Baden-Württemberg      |           |
| EDMU      | Flugplatz Gundelfingen                           | Bayern                 |           |
| EDMV      | Flugplatz Vilshofen                              | Bayern                 |           |
| EDMW      | Flugplatz Deggendorf                             | Bayern                 |           |
| EDMY      | Flugplatz Mühldorf                               | Bayern                 |           |
| EDMZ      | Flugplatz Bad Waldsee-Reute                      | Baden-Württemberg      |           |
| EDNA      | Flugplatz Ampfing                                | Bayern                 |           |
| EDNB      | Flugplatz Arnbruck                               | Bayern                 |           |
| EDNC      | Flugplatz Beilngries                             | Bayern                 |           |
| EDND      | Flugplatz Dinkelsbühl-Sinbronn                   | Bayern                 |           |
| EDNE      | Flugplatz Erbach                                 | Baden-Württemberg      |           |
| EDNF      | Flugplatz Elsenthal-Grafenau                     | Bayern                 |           |
| EDNG      | Flugplatz Giengen/Brenz                          | Baden-Württemberg      |           |
| EDNH      | Flugplatz Bad Wörishofen-Nord                    | Bayern                 |           |
| EDNI      | Flugplatz Berching                               | Bayern                 |           |
| EDNJ      | Flugplatz Neuburg-Egweil                         | Bayern                 |           |
| EDNK      | Flugplatz Kirchdorf/Inn                          | Bayern                 |           |
| EDNL      | Verkehrslandeplatz Leutkirch-Unterzeil           | Baden-Württemberg      |           |
| EDNM      | Flugplatz Nittenau-Bruck (bis 2012)              | Bayern                 |           |
| EDNO      | Flugplatz Nördlingen                             | Bayern                 |           |
| EDNP      | Flugplatz Pfarrkirchen                           | Bayern                 |           |
| EDNQ      | Flugplatz Bopfingen                              | Baden-Württemberg      |           |
| EDNR      | Flugplatz Regensburg-Oberhub                     | Bayern                 |           |
| EDNS      | Flugplatz Schwabmünchen                          | Bayern                 |           |
| EDNT      | Flugplatz Treuchtlingen-Bubenheim                | Bayern                 |           |
| EDNU      | Flugplatz Thannhausen                            | Bayern                 |           |
| EDNV      | Flugplatz Vogtareuth                             | Bayern                 |           |
| EDNW      | Flugplatz Weißenhorn                             | Bayern                 |           |
| EDNX      | Flugplatz Schleißheim                            | Bayern                 |           |
| EDNY      | Flughafen Friedrichshafen                        | Baden-Württemberg      | FDH       |
| EDNZ      | Flugplatz Zell-Haidberg                          | Bayern                 |           |
| EDOA      | Flugplatz Auerbach                               | Sachsen                |           |
| EDOB      | Flugplatz Bad Berka                              | Thüringen              |           |
| EDOC      | Flugplatz Gardelegen                             | Sachsen-Anhalt         |           |
| EDOD      | Flugplatz Reinsdorf                              | Brandenburg            |           |
| EDOE      | Flugplatz Böhlen                                 | Sachsen                |           |
| EDOE      | Flugplatz Schwaighofen (ehemals)                 | Bayern                 |           |
| EDOF      | Flugplatz Bad Frankenhausen                      | Thüringen              |           |
| EDOG      | Flugplatz Torgau-Beilrode                        | Sachsen                |           |
| EDOH      | Flugplatz Langhennersdorf                        | Sachsen                |           |
| EDOI      | Flugplatz Bienenfarm                             | Brandenburg            |           |
| EDOJ      | Flugplatz Lüsse                                  | Brandenburg            |           |
| EDOK      | Flugplatz Rudolstadt-Groschwitz                  | Thüringen              |           |
| EDOL      | Flugplatz Oschersleben                           | Sachsen-Anhalt         |           |
| EDOM      | Flugplatz Klein Mühlingen                        | Sachsen-Anhalt         |           |
| EDON      | Flugplatz Neuhardenberg                          | Brandenburg            |           |
| EDOP      | Flughafen Schwerin-Parchim                       | Mecklenburg-Vorpommern | SZW       |
| EDOQ      | Flugplatz Oschatz                                | Sachsen                |           |
| EDOR      | Flugplatz Stölln/Rhinow                          | Brandenburg            |           |
| EDOS      | Flugplatz Pennewitz                              | Thüringen              |           |
| EDOT      | Flugplatz Greiz-Obergrochlitz                    | Thüringen              |           |
| EDOU      | Flugplatz Weimar-Umpferstedt                     | Thüringen              |           |
| EDOV      | Flugplatz Stendal-Borstel                        | Sachsen-Anhalt         |           |
| EDOW      | Flugplatz Waren/Vielist                          | Mecklenburg-Vorpommern |           |
| EDOX      | Flugplatz Renneritz                              | Sachsen-Anhalt         |           |
| EDOZ      | Flugplatz Schönebeck-Zackmünde                   | Sachsen-Anhalt         |           |
| EDPA      | Verkehrslandeplatz Aalen-Heidenheim/Elchingen    | Baden-Württemberg      |           |
| EDPB      | Flugplatz Bad Ditzenbach                         | Baden-Württemberg      |           |
| EDPC      | Flugplatz Bad Endorf/Jolling                     | Bayern                 |           |
| EDPD      | Flugplatz Dingolfing                             | Bayern                 |           |
| EDPE      | Flugplatz Eichstätt                              | Bayern                 |           |
| EDPF      | Flugplatz Schwandorf                             | Bayern                 |           |
| EDPG      | Flugplatz Griesau                                | Bayern                 |           |
| EDPH      | Flugplatz Schwabach-Büchenbach                   | Bayern                 |           |
| EDPH      | Flugplatz Neuhausen ob Eck (ehemals)             | Baden-Württemberg      |           |
| EDPI      | Flugplatz Moosburg auf der Kippe                 | Bayern                 |           |
| EDPJ      | Flugplatz Laichingen                             | Baden-Württemberg      |           |
| EDPK      | Flugplatz Schönberg                              | Bayern                 |           |
| EDPM      | Flugplatz Donzdorf                               | Baden-Württemberg      |           |
| EDPO      | Flugplatz Neumarkt/Opf.                          | Bayern                 |           |
| EDPQ      | Flugplatz Schmidgaden                            | Bayern                 |           |
| EDPS      | Flugplatz Sonnen                                 | Bayern                 |           |
| EDPT      | Flugplatz Gerstetten                             | Baden-Württemberg      |           |
| EDPU      | Flugplatz Bartholomä-Amalienhof                  | Baden-Württemberg      |           |
| EDPW      | Flugplatz Thalmässing-Waizenhofen                | Bayern                 |           |
| EDPY      | Flugplatz Ellwangen                              | Baden-Württemberg      |           |
| EDQA      | Flugplatz Bamberg-Breitenau                      | Bayern                 |           |
| EDQB      | Flugplatz Bad Windsheim                          | Bayern                 |           |
| EDQC      | Flugplatz Coburg-Brandensteinsebene              | Bayern                 |           |
| EDQD      | Verkehrslandeplatz Bayreuth                      | Bayern                 | BYU       |
| EDQE      | Flugplatz Burg Feuerstein                        | Bayern                 | URD       |
| EDQF      | Flugplatz Ansbach-Petersdorf                     | Bayern                 |           |
| EDQG      | Flugplatz Giebelstadt                            | Bayern                 |           |
| EDQH      | Flugplatz Herzogenaurach                         | Bayern                 |           |
| EDQI      | Flugplatz Lauf-Lillinghof                        | Bayern                 |           |
| EDQK      | Flugplatz Kulmbach                               | Bayern                 |           |
| EDQL      | Flugplatz Lichtenfels                            | Bayern                 |           |
| EDQM      | Verkehrslandeplatz Hof-Plauen                    | Bayern                 | HOQ       |
| EDQN      | Flugplatz Neustadt/Aisch                         | Bayern                 |           |
| EDQO      | Flugplatz Ottengrüner Heide                      | Bayern                 |           |
| EDQP      | Flugplatz Rosenthal-Field Plössen                | Bayern                 |           |
| EDQR      | Flugplatz Ebern-Sendelbach                       | Bayern                 |           |
| EDQS      | Flugplatz Suhl-Goldlauter                        | Thüringen              |           |
| EDQT      | Flugplatz Haßfurt-Schweinfurt                    | Bayern                 |           |
| EDQW      | Verkehrslandeplatz Weiden/Opf.                   | Bayern                 |           |
| EDQX      | Flugplatz Hetzleser Berg                         | Bayern                 |           |
| EDQY      | Flugplatz Coburg-Steinrücken (bis 11. März 2025) | Bayern                 |           |
| EDQZ      | Flugplatz Pegnitz-Zipser Berg                    | Bayern                 |           |
| EDRA      | Flugplatz Bad Neuenahr-Ahrweiler                 | Rheinland-Pfalz        |           |
| EDRB      | Flugplatz Bitburg                                | Rheinland-Pfalz        | BBJ       |
| EDRD      | Flugplatz Neumagen-Dhron                         | Rheinland-Pfalz        |           |
| EDRE      | Flugplatz Mendig                                 | Rheinland-Pfalz        |           |
| EDRF      | Flugplatz Bad Dürkheim                           | Rheinland-Pfalz        |           |
| EDRG      | Flugplatz Idar-Oberstein/Göttschied              | Rheinland-Pfalz        |           |
| EDRH      | Flugplatz Hoppstädten-Weiersbach                 | Rheinland-Pfalz        |           |
| EDRI      | Flugplatz Linkenheim                             | Baden-Württemberg      |           |
| EDRJ      | Flugplatz Saarlouis-Düren                        | Saarland               |           |
| EDRK      | Flugplatz Koblenz-Winningen                      | Rheinland-Pfalz        | ZNV       |
| EDRL      | Flugplatz Lachen-Speyerdorf                      | Rheinland-Pfalz        |           |
| EDRM      | Flugplatz Traben-Trarbach/Mont Royal             | Rheinland-Pfalz        |           |
| EDRN      | Flugplatz Nannhausen                             | Rheinland-Pfalz        |           |
| EDRO      | Flugplatz Schweighofen                           | Rheinland-Pfalz        |           |
| EDRP      | Flugplatz Pirmasens                              | Rheinland-Pfalz        |           |
| EDRS      | Flugplatz Bad Sobernheim-Domberg                 | Rheinland-Pfalz        |           |
| EDRT      | Flugplatz Trier-Föhren                           | Rheinland-Pfalz        |           |
| EDRV      | Flugplatz Wershofen/Eifel                        | Rheinland-Pfalz        |           |
| EDRW      | Flugplatz Dierdorf-Wienau                        | Rheinland-Pfalz        |           |
| EDRX      | Flugplatz Neunkirchen-Bexbach                    | Saarland               |           |
| EDRY      | Flugplatz Speyer                                 | Rheinland-Pfalz        |           |
| EDRZ      | Flugplatz Zweibrücken                            | Rheinland-Pfalz        | ZQW       |
| EDSA      | Flugplatz Albstadt-Degerfeld                     | Baden-Württemberg      |           |
| EDSB      | Flughafen Karlsruhe/Baden-Baden                  | Baden-Württemberg      | FKB       |
| EDSD      | Flugplatz Deckenpfronn                           | Baden-Württemberg      |           |
| EDSE      | Flugplatz Göppingen-Bezgenriet                   | Baden-Württemberg      |           |
| EDSF      | Segelfluggelände Hütten-Hotzenwald               | Baden-Württemberg      |           |
| EDSG      | Flugplatz Grabenstetten                          | Baden-Württemberg      |           |
| EDSH      | Flugplatz Backnang-Heiningen                     | Baden-Württemberg      |           |
| EDSI      | Flugplatz Binningen                              | Baden-Württemberg      |           |
| EDSK      | Flugplatz Kehl-Sundheim                          | Baden-Württemberg      |           |
| EDSL      | Flugplatz Blumberg                               | Baden-Württemberg      |           |
| EDSM      | Flugplatz Müllheim                               | Baden-Württemberg      |           |
| EDSN      | Flugplatz Neuhausen ob Eck                       | Baden-Württemberg      |           |
| EDSO      | Flugplatz Gruibingen-Nortel                      | Baden-Württemberg      |           |
| EDSP      | Flugplatz Poltringen                             | Baden-Württemberg      |           |
| EDSP      | Fliegerhorst Pferdsfeld (ehemals)                | Rheinland-Pfalz        |           |
| EDSR      | Flugplatz Radolfzell-Stahringen                  | Baden-Württemberg      |           |
| EDST      | Flugplatz Hahnweide                              | Baden-Württemberg      |           |
| EDSW      | Flugplatz Altdorf-Wallburg                       | Baden-Württemberg      |           |
| EDSX      | Flugplatz Völkleshofen-Lichtenberg               | Baden-Württemberg      |           |
| EDSZ      | Flugplatz Rottweil-Zepfenhan                     | Baden-Württemberg      |           |
| EDTA      | Flugplatz Bohlhof                                | Baden-Württemberg      |           |
| EDTB      | Flugplatz Baden-Oos                              | Baden-Württemberg      |           |
| EDTC      | Flugplatz Bruchsal                               | Baden-Württemberg      |           |
| EDTD      | Flugplatz Donaueschingen-Villingen               | Baden-Württemberg      |           |
| EDTE      | Flugplatz Eutingen im Gäu                        | Baden-Württemberg      |           |
| EDTF      | Flugplatz Freiburg                               | Baden-Württemberg      |           |
| EDTG      | Flugplatz Bremgarten                             | Baden-Württemberg      |           |
| EDTH      | Flugplatz Heubach                                | Baden-Württemberg      |           |
| EDTK      | Flugplatz Sinsheim                               | Baden-Württemberg      |           |
| EDTK      | Flugplatz Karlsruhe-Forchheim (ehemals)          | Baden-Württemberg      |           |
| EDTL      | Flughafen Lahr                                   | Baden-Württemberg      | LHA       |
| EDTM      | Flugplatz Mengen-Hohentengen                     | Baden-Württemberg      |           |
| EDTN      | Flugplatz Nabern/Teck                            | Baden-Württemberg      |           |
| EDTO      | Flugplatz Offenburg                              | Baden-Württemberg      |           |
| EDTP      | Flugplatz Pfullendorf                            | Baden-Württemberg      |           |
| EDTQ      | Flugplatz Pattonville                            | Baden-Württemberg      |           |
| EDTR      | Flugplatz Herten-Rheinfelden                     | Baden-Württemberg      |           |
| EDTS      | Flugplatz Schwenningen am Neckar                 | Baden-Württemberg      |           |
| EDTU      | Flugplatz Saulgau                                | Baden-Württemberg      |           |
| EDTW      | Flugplatz Winzeln-Schramberg                     | Baden-Württemberg      |           |
| EDTX      | Flugplatz Schwäbisch Hall-Weckrieden             | Baden-Württemberg      |           |
| EDTY      | Flugplatz Schwäbisch Hall-Hessental              | Baden-Württemberg      |           |
| EDTZ      | Flugplatz Konstanz                               | Baden-Württemberg      | QKZ       |
| EDUA      | Flugplatz Stechow-Ferchesar                      | Brandenburg            |           |
| EDUB      | Flugplatz Brandenburg-Briest                     | Brandenburg            |           |
| EDUF      | Flugplatz Falkenberg-Lönnewitz                   | Brandenburg            |           |
| EDUG      | Flugplatz Gransee                                | Brandenburg            |           |
| EDUO      | Flugplatz Oberrißdorf                            | Sachsen-Anhalt         |           |
| EDUP      | Flugplatz Perleberg                              | Brandenburg            |           |
| EDUR      | RAF Brüggen                                      | Nordrhein-Westfalen    | BGN       |
| EDUS      | Flugplatz Finsterwalde/Schacksdorf (bis 2025)    | Brandenburg            |           |
| EDUT      | Flugplatz Templin/Groß Dölln                     | Brandenburg            |           |
| EDUW      | Flugplatz Tutow                                  | Mecklenburg-Vorpommern |           |
| EDUY      | Flugplatz Sedlitzer See                          | Brandenburg            |           |
| EDUZ      | Flugplatz Zerbst                                 | Sachsen-Anhalt         |           |
| EDVA      | Flugplatz Bad Gandersheim                        | Niedersachsen          |           |
| EDVC      | Flugplatz Celle-Arloh                            | Niedersachsen          |           |
| EDVD      | Flugplatz Uslar                                  | Niedersachsen          |           |
| EDVE      | Flughafen Braunschweig-Wolfsburg                 | Niedersachsen          | BWE       |
| EDVF      | Flugplatz Blomberg-Borkhausen                    | Nordrhein-Westfalen    |           |
| EDVG      | Flugplatz Mengeringhausen                        | Hessen                 |           |
| EDVH      | Flugplatz Hodenhagen                             | Niedersachsen          |           |
| EDVI      | Flugplatz Höxter-Holzminden                      | Nordrhein-Westfalen    |           |
| EDVJ      | Flugplatz Salzgitter-Schäferstuhl                | Niedersachsen          |           |
| EDVK      | Flughafen Kassel-Calden                          | Hessen                 | KSF       |
| EDVL      | Flugplatz Hölleberg                              | Hessen                 |           |
| EDVM      | Flugplatz Hildesheim                             | Niedersachsen          | ZNO       |
| EDVN      | Flugplatz Northeim                               | Niedersachsen          |           |
| EDVP      | Flugplatz Peine-Glindbruchkippe                  | Niedersachsen          |           |
| EDVQ      | Flugplatz Wilsche                                | Niedersachsen          |           |
| EDVR      | Flugplatz Rinteln                                | Niedersachsen          |           |
| EDVS      | Flugplatz Salzgitter-Drütte                      | Niedersachsen          |           |
| EDVU      | Flugplatz Uelzen                                 | Niedersachsen          |           |
| EDVW      | Flugplatz Bad Pyrmont                            | Niedersachsen          |           |
| EDVY      | Flugplatz Porta Westfalica                       | Nordrhein-Westfalen    |           |
| EDWA      | Bordelum Airfield                                | Schleswig-Holstein     |           |
| EDWB      | Verkehrslandeplatz Bremerhaven-Luneort           | Bremen                 | BRV       |
| EDWC      | Flugplatz Damme                                  | Niedersachsen          |           |
| EDWD      | Flugplatz Lemwerder                              | Niedersachsen          | XLW       |
| EDWE      | Flugplatz Emden                                  | Niedersachsen          | EME       |
| EDWF      | Flugplatz Leer-Papenburg                         | Niedersachsen          |           |
| EDWG      | Flugplatz Wangerooge                             | Niedersachsen          | AGE       |
| EDWH      | Flugplatz Oldenburg-Hatten                       | Niedersachsen          |           |
| EDWI      | Wilhelmshaven „JadeWeserAirport“                 | Niedersachsen          | WVN       |
| EDWJ      | Flugplatz Juist                                  | Niedersachsen          | JUI       |
| EDWK      | Flugplatz Karlshöfen                             | Niedersachsen          |           |
| EDWL      | Flugplatz Langeoog                               | Niedersachsen          | LGO       |
| EDWM      | Flugplatz Weser-Wümme                            | Niedersachsen          |           |
| EDWN      | Flugplatz Nordhorn-Lingen                        | Niedersachsen          |           |
| EDWO      | Flugplatz Osnabrück-Atterheide                   | Niedersachsen          |           |
| EDWP      | Flugplatz Wiefelstede-Conneforde                 | Niedersachsen          |           |
| EDWQ      | Flugplatz Ganderkesee                            | Niedersachsen          |           |
| EDWR      | Flugplatz Borkum                                 | Niedersachsen          | BMK       |
| EDWS      | Flugplatz Norden-Norddeich                       | Niedersachsen          | NOD       |
| EDWT      | Flugplatz Blexen                                 | Niedersachsen          |           |
| EDWU      | Flugplatz Varrelbusch                            | Niedersachsen          | VAC       |
| EDWV      | Flugplatz Verden-Scharnhorst                     | Niedersachsen          |           |
| EDWX      | Flugplatz Westerstede-Felde                      | Niedersachsen          |           |
| EDWY      | Flugplatz Norderney                              | Niedersachsen          | NRD       |
| EDWZ      | Flugplatz Baltrum                                | Niedersachsen          | BMR       |
| EDXA      | Flugplatz Achmer                                 | Niedersachsen          |           |
| EDXB      | Flugplatz Heide-Büsum                            | Schleswig-Holstein     | HEI       |
| EDXC      | Flugplatz Schleswig-Kropp                        | Schleswig-Holstein     |           |
| EDXD      | Flugplatz Bohmte-Bad Essen                       | Niedersachsen          |           |
| EDXE      | Flugplatz Rheine-Eschendorf                      | Nordrhein-Westfalen    |           |
| EDXF      | Flugplatz Flensburg-Schäferhaus                  | Schleswig-Holstein     | FLF       |
| EDXG      | Flugplatz Melle-Grönegau                         | Niedersachsen          |           |
| EDXH      | Flugplatz Helgoland-Düne                         | Schleswig-Holstein     | HGL       |
| EDXI      | Flugplatz Nienburg-Holzbalge                     | Niedersachsen          |           |
| EDXJ      | Flugplatz Husum-Schwesing                        | Schleswig-Holstein     | QHU       |
| EDXK      | Flugplatz Leck                                   | Schleswig-Holstein     |           |
| EDXL      | Flugplatz Barßel                                 | Niedersachsen          |           |
| EDXM      | Flugplatz St. Michaelisdonn                      | Schleswig-Holstein     |           |
| EDXN      | Flugplatz Nordholz-Spieka                        | Niedersachsen          |           |
| EDXO      | Flugplatz St. Peter-Ording                       | Schleswig-Holstein     | PSH       |
| EDXP      | Flugplatz Harle                                  | Niedersachsen          |           |
| EDXQ      | Flugplatz Rotenburg (Wümme)                      | Niedersachsen          |           |
| EDXR      | Flugplatz Rendsburg-Schachtholm                  | Schleswig-Holstein     |           |
| EDXS      | Flugplatz Seedorf                                | Niedersachsen          |           |
| EDXT      | Flugplatz Sierksdorf/Hof-Altona                  | Schleswig-Holstein     |           |
| EDXU      | Flugplatz Hüttenbusch                            | Niedersachsen          |           |
| EDXW      | Flughafen Sylt                                   | Schleswig-Holstein     | GWT       |
| EDXY      | Flugplatz Wyk auf Föhr                           | Schleswig-Holstein     | OHR       |
| EDXZ      | Flugplatz Kührstedt-Bederkesa                    | Niedersachsen          |           |
| ETAD      | Spangdahlem Air Base                             | Rheinland-Pfalz        | SPM       |
| ETAR      | Ramstein Air Base                                | Rheinland-Pfalz        | RMS       |
| ETBS      | Flughafen Berlin-Schönefeld (bis 1995)           | Brandenburg            | SXF       |
| ETEB      | Flugplatz Ansbach-Katterbach                     | Bayern                 |           |
| ETED      | Kaiserslautern Depot Army Heliport               | Rheinland-Pfalz        |           |
| ETEJ      | Flugplatz Bamberg-Breitenau (bis 2012)           | Bayern                 |           |
| ETEK      | Baumholder Army Airfield                         | Rheinland-Pfalz        |           |
| ETGU      | Ulm Army Airfield                                | Bayern                 |           |
| ETHA      | Heeresflugplatz Altenstadt                       | Bayern                 |           |
| ETHB      | Heeresflugplatz Bückeburg                        | Niedersachsen          |           |
| ETHC      | Heeresflugplatz Celle                            | Niedersachsen          |           |
| ETHE      | Heeresflugplatz Rheine-Bentlage                  | Nordrhein-Westfalen    | ZPQ       |
| ETHF      | Heeresflugplatz Fritzlar                         | Hessen                 | FRZ       |
| ETHI      | Flugplatz Itzehoe/Hungriger Wolf                 | Schleswig-Holstein     | IZE       |
| ETHL      | Flugplatz Laupheim                               | Baden-Württemberg      |           |
| ETHM      | Flugplatz Mendig                                 | Rheinland-Pfalz        |           |
| ETHN      | Heeresflugplatz Niederstetten                    | Baden-Württemberg      |           |
| ETHR      | Flugplatz Roth (ehemals)                         | Bayern                 |           |
| ETHS      | Fliegerhorst Faßberg                             | Niedersachsen          |           |
| ETIC      | Flugplatz Grafenwöhr                             | Bayern                 |           |
| ETID      | Fliegerhorst Langendiebach                       | Hessen                 |           |
| ETIE      | Heidelberg Army Airfield                         | Baden-Württemberg      | QHD       |
| ETIH      | Hohenfels Army Air Field                         | Bayern                 |           |
| ETIK      | Flugplatz Illesheim                              | Bayern                 | ILH       |
| ETIN      | Flugplatz Kitzingen (ehemals)                    | Bayern                 |           |
| ETLS      | Flughafen Leipzig/Halle (bis 1995)               | Sachsen                | LEJ       |
| ETME      | Fliegerhorst Eggebek                             | Schleswig-Holstein     |           |
| ETMK      | Hubschrauberlandeplatz Kiel-Holtenau (Unterland) | Schleswig-Holstein     |           |
| ETMN      | Fliegerhorst Nordholz                            | Niedersachsen          | NDZ/FCN   |
| ETND      | Fliegerhorst Diepholz                            | Niedersachsen          |           |
| ETNG      | NATO-Flugplatz Geilenkirchen                     | Nordrhein-Westfalen    | GKE       |
| ETNH      | Fliegerhorst Hohn                                | Schleswig-Holstein     |           |
| ETNJ      | Flugplatz Jever                                  | Niedersachsen          |           |
| ETNL      | Flughafen Rostock-Laage                          | Mecklenburg-Vorpommern | RLG       |
| ETNN      | Fliegerhorst Nörvenich                           | Nordrhein-Westfalen    |           |
| ETNP      | Fliegerhorst Hopsten                             | Nordrhein-Westfalen    |           |
| ETNS      | Fliegerhorst Schleswig                           | Schleswig-Holstein     | WBG       |
| ETNT      | Fliegerhorst Wittmundhafen                       | Niedersachsen          |           |
| ETNU      | Flughafen Neubrandenburg                         | Mecklenburg-Vorpommern | FNB       |
| ETNW      | Fliegerhorst Wunstorf                            | Niedersachsen          |           |
| ETOI      | Vilseck Army Airfield                            | Bayern                 |           |
| ETOR      | Coleman Army Airfield                            | Baden-Württemberg      |           |
| ETOU      | Flugplatz Wiesbaden-Erbenheim                    | Hessen                 | WIE       |
| ETOY      | Leighton Barracks Army Heliport                  | Bayern                 |           |
| ETSA      | Fliegerhorst Landsberg/Lech                      | Bayern                 |           |
| ETSB      | Fliegerhorst Büchel                              | Rheinland-Pfalz        |           |
| ETSE      | Fliegerhorst Erding                              | Bayern                 |           |
| ETSF      | Flugplatz Fürstenfeldbruck                       | Bayern                 | FEL       |
| ETSH      | Fliegerhorst Holzdorf                            | Brandenburg            |           |
| ETSI      | Fliegerhorst Ingolstadt/Manching                 | Bayern                 | IGS       |
| ETSL      | Fliegerhorst Lechfeld                            | Bayern                 |           |
| ETSN      | Fliegerhorst Neuburg                             | Bayern                 |           |
| ETSP      | Fliegerhorst Pferdsfeld                          | Rheinland-Pfalz        |           |
| ETSR      | Flugplatz Roth (ehemals)                         | Bayern                 |           |
| ETUO      | Flughafen Gütersloh                              | Nordrhein-Westfalen    | GUT       |
| ETUR      | RAF Brüggen                                      | Nordrhein-Westfalen    | BGN       |
| ETWM      | Fliegerhorst Meppen                              | Niedersachsen          |           |